# IDK (rapper)
IDK, noto anche come Jay IDK, pseudonimo di Jason Aaron Mills (Londra, 24 maggio 1992), è un rapper e cantautore britannico naturalizzato statunitense.

## Biografia
Jason Aaron Mills è nato a Londra, in Inghilterra, da genitori di origine sierraleonese e ghanese. È cresciuto nella contea di Prince George, nel Maryland, dove in seguito ha iniziato a fare musica inizialmente con lo pseudonimo di Jay IDK. 

## Carriera
Nell'agosto 2015, Mills ha pubblicato il suo secondo mixtape, intitolato SubTrap . Il nome sta per Suburban Trap o "musica trap con sostanza". L'album contiene i singoli The Plug, God Said Trap (King Trappy III)  e Cookie Addiction con BJ the Chicago Kid . È prodotto da Skhye Hutch ed è stato mixato da Lo Mein, Tim Webberson, Matt Weiss e Delbert Bowers.  Lo stile di rap di Mills è stato paragonato ai primi lavori di Kendrick Lamar, in particolare all'album Section.80 del 2011. 
Il 9 settembre 2016, Mills ha pubblicato il suo terzo mixtape Empty Bank e lo ha presentato in anteprima su Forbes. Mills ha aperto il concerto di Isaiah Rashad nel suo tour The Lil Sunny iniziato nel gennaio 2017. Il 13 ottobre 2017, Mills ha pubblicato il suo quarto mixtape IWasVeryBad, che è stato rilasciato gratuitamente in collaborazione con Adult Swim.
Il 4 settembre 2019, Mills ha pubblicato il suo album di debutto in studio, IsHeReal, che include collaborazioni con Pusha T, DMX, JID, Tyler, the Creator, Burna Boy e GLC. Il 26 giugno 2020, Mills ha pubblicato il suo secondo EP IDK & Friends 2, che è stato utilizzato come colonna sonora per il documentario Basketball Country di Kevin Durant.
Il 30 ottobre compare come featuring nell'album Riot di Izi, nella seconda traccia della tracklist nominata Al Pacino. Il 9 luglio 2021, ha pubblicato il suo secondo album in studio, USee4Yourself, che include collaborazioni con Young Thug, Offset, Westside Gunn, MF Doom, Jay Electronica, Lucky Daye, SiR, T-Pain, The Neptunes, Swae Lee, Rico Nasty, Slick Rick, Sevyn Streeter e altri. 
Il 6 maggio 2022, Mills ha pubblicato il suo terzo album in studio, Simple, che includeva collaborazioni con Denzel Curry e Mike Dimes, ed è stato prodotto esecutivamente da Kaytranada .  Il 5 maggio 2023 ha pubblicato il suo quarto album in studio, F65, che include collaborazioni con NLE Choppa, Musiq Soulchild, Rich the Kid, Snoop Dogg e Benny the Butcher . 

## Discografia

### Album in studio
- 2019 – Is He Real?
- 2021 – USee4Yourself
- 2022 – Simple.
- 2023 – F65
- 2024 – BRAVADO+INTiMO

### Singoli
- 2017 – Blame My Friends (The Gang)
- 2017 – OMW
- 2018 – No Wave (feat. Denzel Curry)
- 2018 – Lil Arrogant (feat. Joey Badass e Russ)
- 2018 – Star
- 2018 – Trippie Redd's Freestyle
- 2018 – Electric (feat. Q Da Fool)
- 2019 – Trigger Happy
- 2020 – In My White Tee
- 2021 – Coal
- 2022 – W13
- 2022 – Monsieur Dior
- 2024 – Denim (feat. Joey Badass)
- 2024 – Tiffany (feat. Gunna)